# San Juan, Palizada
San Juan är en ort i Mexiko.   Den ligger i kommunen Palizada och delstaten Campeche, i den sydöstra delen av landet, 800 km öster om huvudstaden Mexico City. San Juan ligger 4 meter över havet och antalet invånare är 162.
Terrängen runt San Juan är mycket platt. Runt San Juan är det mycket glesbefolkat, med 3 invånare per kvadratkilometer. Närmaste större samhälle är Palizada, 9,2 km söder om San Juan. Omgivningarna runt San Juan är en mosaik av jordbruksmark och naturlig växtlighet.